# Drávasztára
Drávasztára é um município da Hungria, situado no condado de Baranya. Tem 18,18 km² de área e sua população em 2019 foi estimada em 389 habitantes.